# Pravda
Pour les articles homonymes, voir Pravda (homonymie).
 (septembre 2024).
Si vous disposez d'ouvrages ou d'articles de référence ou si vous connaissez des sites web de qualité traitant du thème abordé ici, merci de compléter l'article en donnant les références utiles à sa vérifiabilité et en les liant à la section « Notes et références ».

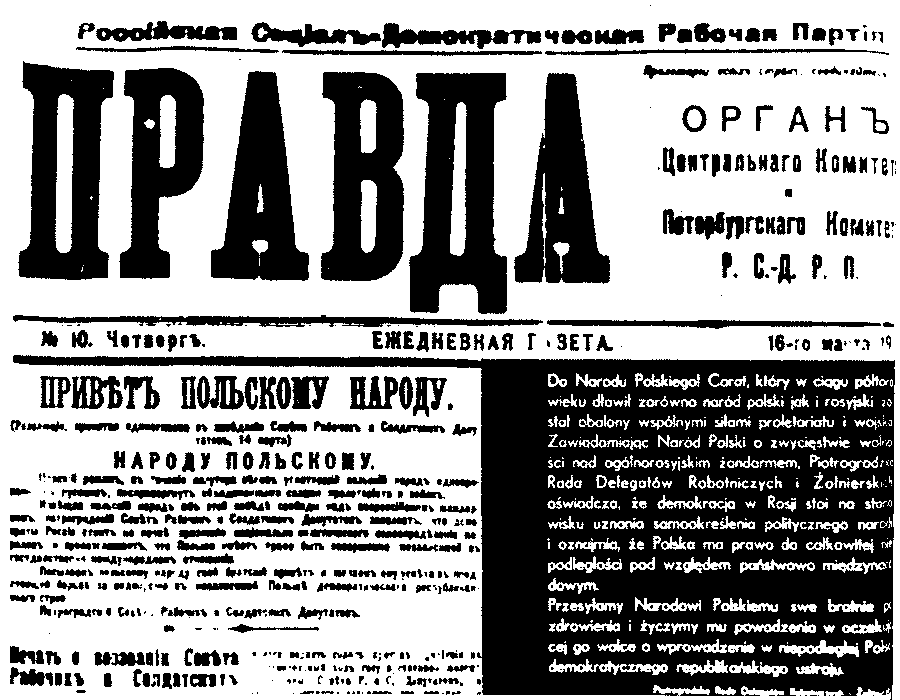
Première page de la Pravda du 16 mars 1917.

La Pravda [ˈpʁavda] (du russe : Правда [ˈpravdə]  litt. « vérité ») est un journal soviétique puis russe écrit en russe. À l'époque de l'Union soviétique, il s'agissait d'une publication officielle du Parti communiste (de 1918 à 1991). Après la chute de l'URSS, la rédaction du journal est dissoute par Boris Eltsine, mais le titre est repris par des journalistes de l'ancienne structure et est depuis le journal officiel du Parti communiste de la fédération de Russie.
D'autres publications russes utilisent le mot Pravda comme le tabloïd Komsomolskaïa Pravda.

## Origines
La Pravda est fondée à Saint-Pétersbourg comme un journal des travailleurs le 22 avril 1912 (5 mai dans le calendrier grégorien). Les bolcheviks commencent la publication légale du journal à Saint-Pétersbourg le 22 avril 1913 dans un contexte tendu. 400 000 travailleurs font grève le 1er mai 1913, et des lettres de travailleurs sont publiées, attisant la colère des ouvriers. La Pravda est considérée comme le successeur du journal socialiste Iskra par les communistes.
Lénine, qui contrôle le journal, place Joseph Staline dans l’équipe éditoriale. Celui-ci reste à ce poste jusqu’à son exil en 1913. Pendant cette période, la ligne éditoriale plus modérée du journal entre souvent en conflit avec Lénine, et les éditeurs refusent ou censurent parfois ses articles. Le gouvernement russe tente d’arrêter la publication du journal, mais les bolcheviks disposent de plus de 40 000 lecteurs réguliers et d’un réseau de diffuseurs. La Pravda dépend du soutien financier des travailleurs.
Lénine vit alors à Cracovie et écrit de plus en plus d’articles, de tendance anti-tsariste croissante. Lorsque le journal est interdit, les bolcheviks continuent à le distribuer illégalement.
La Pravda joue un rôle important dans la révolution. Après la révolution de Février 1917, le gouvernement provisoire proclame la liberté de la presse, permettant à la Pravda de paraître à nouveau le 18 mars sous la direction collective de Staline juste libéré, Lev Kamenev et Alexandra Kollontaï. Après le retour de Staline et Kamenev, la Pravda prend un ton plus conciliant à l’égard du gouvernement provisoire de Kerenski, ce qui déplaît aux lecteurs. Le mois suivant, les Thèses d'avril définissent l’analyse de Lénine sur la situation politique et les actions à mener. Lénine condamne fermement le gouvernement provisoire et la ligne éditoriale de la Pravda. Quelques jours plus tard, la Pravda change de ton, condamnant à son tour Alexandre Kerenski et les autres sympathisants du gouvernement provisoire, taxés de « contre-révolutionnaires ». Dès lors, la Pravda suit les directives éditoriales de Lénine. Après la révolution d'Octobre, la Pravda tire à presque 100 000 exemplaires quotidiennement.

## La période soviétique
Les bureaux du journal sont transférés à Moscou le 3 mars 1918. La Pravda devient l’organe officiel du parti communiste de l'Union soviétique. Elle le restera jusqu’en 1991.
Plusieurs corps d’États et administrations avaient leurs journaux officiels. Par exemple, les Izvestia (traitant de la politique étrangère) sont l’organe du Soviet suprême, Troud est la publication du mouvement syndical, la Komsomolskaïa Pravda est celle de l’organisation de jeunesse Komsomol, tandis que la Pionerskaïa Pravda est celle des Jeunes pionniers.
Après la mort de Lénine, la Pravda devient un tremplin pour Nikolaï Boukharine, un des dirigeants du parti. Il y acquiert une réputation de théoricien politique. De même après la mort de Staline et le vide de pouvoir qui s’ensuit, Nikita Khrouchtchev utilise le contrôle éditorial de la Pravda pour obtenir le pouvoir face à Gueorgui Malenkov, l’éditeur des Izvestia.
La rédaction de la Pravda possède un statut particulier durant la guerre froide car elle définit les directives idéologiques dans la représentation des pays étrangers pour toute la presse soviétique. 
Bien que le contenu de la Pravda soit étroitement contrôlé par ses éditeurs, il n'est pas impossible de déceler la vérité dans le journal parmi les articles de désinformation et de propagande. À partir des années 1960, de nombreux lecteurs deviennent experts dans l’art de deviner la vérité. La formulation des articles est un indice important pour comprendre le message. Les nouvelles les plus importantes sont souvent mentionnées brièvement et placées dans des rubriques obscures. Les pages du verso contiennent souvent des informations plus avérées que les pages du recto. À la place d’une mauvaise nouvelle en URSS, le journal parle d’une série de désastres similaires dans d’autres pays.

## La période postsoviétique
Un groupe de journalistes a créé un site internet dont le nom reprend celui du journal, sans qu'il y ait de lien légal direct entre les deux (le journal papier ayant été revendu à des investisseurs grecs).
En 1997, le journal a été racheté par le Comité central du Parti communiste de la fédération de Russie. Son rédacteur en chef depuis 2009 est Boris Komotsky, membre du secrétariat du Comité central du Parti communiste et député à la Douma d'État de Russie depuis 2011.
Le 5 mai 2012, le journal a fêté ses cent ans d'existence.